# Coalición Nacional del Pueblo por la Soberanía del Congo
La Coalición Nacional del Pueblo por la Soberanía del Congo (francés:Coalition Nationale du Peuple pour la Souveraineté du Congo, abreviado como CNPSC), y también conocida como la Alianza del Artículo 64 (francés : l’Alliance de l’Article 64, abreviado AA64 ), es una coalición rebelde armada en el este de la República Democrática del Congo . El grupo es una coalición de alrededor de 12 grupos Mai-Mai diferentes en la provincia de Kivu del Sur y sus alrededores. Se formó el 30 de junio de 2017, simbólicamente el Día de la Independencia congoleña.
La coalición está dirigida principalmente por William Yakutumba, un veterano comandante Mai-Mai que ha estado involucrado en la rebelión contra el gobierno desde 2007. Varios otros comandantes notables juegan un papel importante en la coalición, en particular Sheh Assani, el líder de Mai-Mai Malaika. El grupo ha prometido luchar por la destitución del presidente congoleño Joseph Kabila y su sucesor, Félix Tshisekedi . A partir de 2019, la coalición también se ha involucrado en fuertes enfrentamientos con las milicias Ngumino y Twiganeho lideradas por Banyamulenge .

## Formación
Si bien el anuncio oficial de la formación de la coalición se produjo en 2017, la idea de la CNPSC existía desde alrededor de 2013. La coalición en realidad comenzó a formarse a principios de 2017, cuando Yakutumba se puso en contacto con los líderes Mai-Mai en Kivu del Sur. Yakutumba contó con la ayuda del ex general de las FARDC Shabani Sikatenda, quien trabajó para armar a los grupos Mai-Mai y convencerlos de que se unieran a Yakutumba. Sikatenda fue un factor importante en la creación del grupo Mai-Mai Malaika, ya que les proporcionó armas. Yakutumba también trajo comandantes con los que se había peleado o se había separado de su grupo. Estos incluyeron Réunion Warusasa y Ebu Ela Kitungano. Yakutumba también se puso en contacto con los comandantes al norte del territorio de Fizi, el área en la que tienen su base su grupo y la mayoría de la CNPSC, y también se informa que se alió con un comandante batwa en la provincia de Tanganyika.

Área de operación de grupos Mai-Mai groups cercanos al CNPSC, en enero de 2019:
1. Mai-Mai Yakutumba
2. Mai-Mai Echilo
3. Mai-Mai Réunion
4. Mai-Mai Réné
5. Mai-Mai Ngalyabatu
6. Mai-Mai Bishambuke
7. Mai-Mai Mulumba
8. Mai-Mai Sheh Assani/Malaika
9. Mai-Mai Napata

## Cronología
El nacimiento del grupo se produjo el 30 de junio de 2017, siendo su primer ataque contra la represa hidroeléctrica de Force Bendera, una posición de las FARDC. A través de esto, la coalición pudo adquirir una cantidad significativa de suministros y armas. En los próximos días, el CNPSC atacó las principales bases del ejército congolés cerca de sectores mineros, en particular Misisi. Tras estos ataques, las FARDC pudieron hacer retroceder a la coalición. Según Naciones Unidas, esta lucha había desplazado a 80.000 personas. El 27 de septiembre, la coalición atacó la localidad de Mboko, en la que participaron tropas de la milicia de Yakutumba, así como de René Itongwa, Reunión y Ngarukiye. La CNPSC hizo retroceder a las Fuerzas Armadas Congolesas (FARDC) y capturó el pueblo. El mismo día, la CNPSC marchó sobre la ciudad de Uvira, en la que tropas de la CNPSC y el ala naval de Yakutumba participaron en un combate contra las FARDC. El puerto y las afueras de la ciudad fueron capturados por el grupo antes de que las fuerzas de la MONUSCO los hicieran retroceder. El 2 de octubre, los rebeldes de la CNPSC tendieron una emboscada a las FARDC y, según sus reportes, mataron a 92 soldados.
Las FARDC lanzaron una contraofensiva en diciembre. Esto llevó a la CNPSC a intentar asesinar al general Philemon Yav, el comandante general de la contraofensiva, este ataque fracasó y provocó que las fuerzas congolesas lanzaran una ofensiva a los rebeldes. La contraofensiva de las FARDC causó pérdidas significativas a la coalición y obligó a las tropas de Yakutumba a trasladarse temporalmente desde su base en la península de Ubwari a áreas controladas por Mai-Mai Malaika. El comandante naval de Yakutumba, Ekanda, se rindió el 20 de enero de 2018 a las autoridades, lo que provocó una pérdida significativa de oficiales para el grupo. Luego de la contraofensiva, la CNPSC comenzó a pasar desapercibida y esperar a que la presión del ejército nacional se calmara.

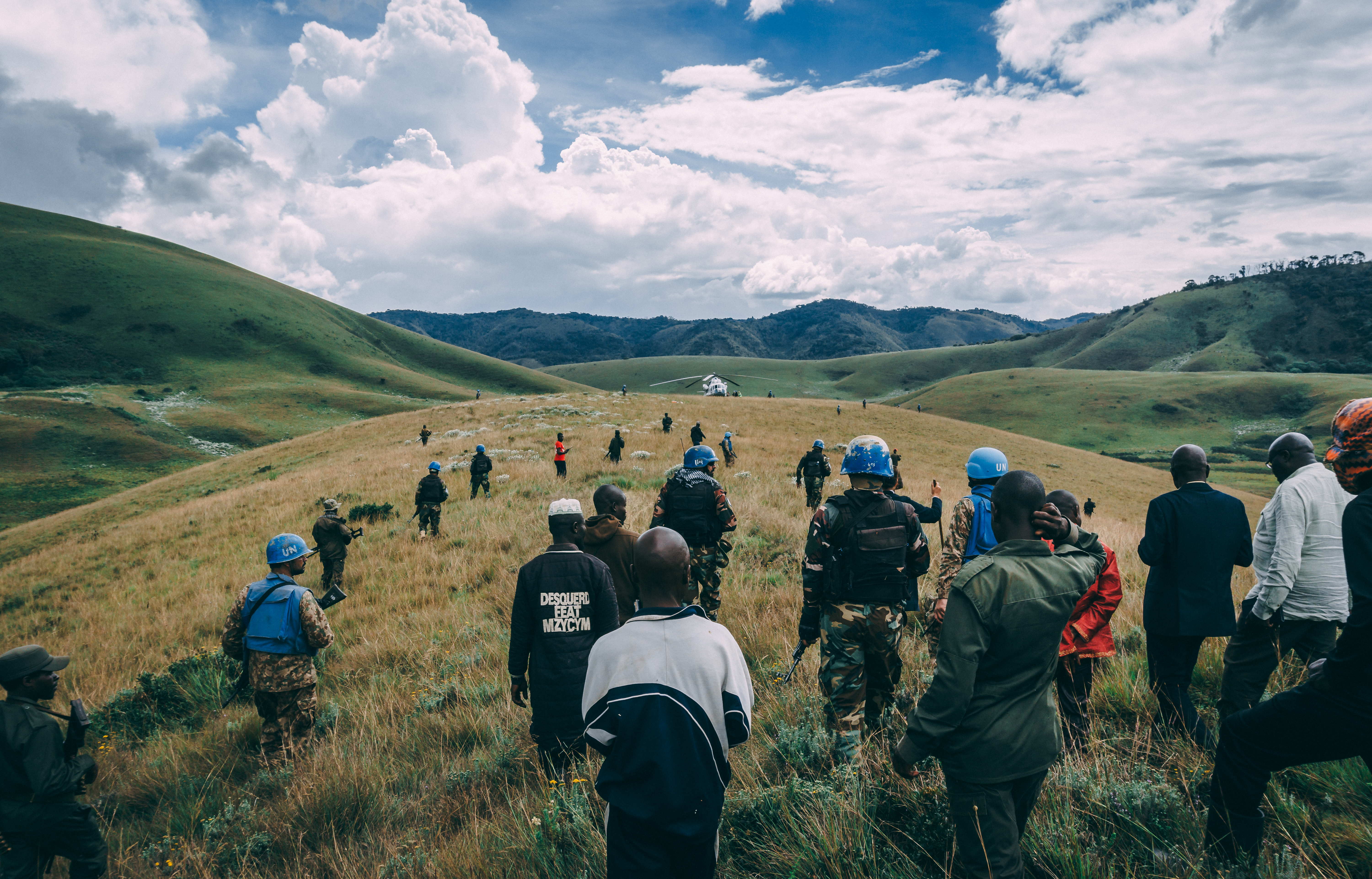
Combatientes de la CNPSC con una delegación de fuerzas de paz de MONUSCO, 23 de marzo de 2019.

El CNPSC reapareció nuevamente en verano de 2018, cuando las fuerzas rebeldes atacaron la mina Namoya el 24 de junio llevándose armas y suministros. El 15 de septiembre, la CNPSC atacó a las FARDC en Kilembwe y capturó la ciudad. Las FARDC respondieron con una contraofensiva y recuperaron Kilembwe. El 2 de diciembre, la CNPSC atacó nuevamente a Mboko y lo recuperó. Sin embargo, fueron expulsados varios días después. En enero de 2019, el comandante de la CNPSC, Ebu Ela, se rindió a las FARDC, pero muchas de sus tropas se unieron a la milicia de Yakutumba, que se había reubicado en sus bases originales.
La actividad del CNPSC disminuyó durante gran parte del 2019, resurgiendo  gracias al conflicto entre las facciones  Ngumino y Twiganeho. El 26 de julio, el Mai-Mai Malaika secuestró a trabajadores de la corporación minera Banro. Los enfrentamientos estallaron a fines de 2019 entre la CNPSC y los grupos de milicianos Banyamulenge, particularmente alrededor de Minembwe. El 14 de octubre, la CNPSC lanzó un ataque contra las FARDC en el centro de Minembwe, que habían capturado ese mismo día. El 17 de octubre, las FARDC afirmaron haber recuperado el centro de Minembwe de manos de la CNPSC y haber hecho retroceder a la milicia 40 kilómetros. El 30 de octubre, la CNPSC atacó a las FARDC en Kabeya y mató a dos soldados de las FARDC. Desde entonces han continuado los combates, principalmente entre la CNPSC y los grupos banyamulenge de la zona.